# Paragona obliquisigna
Paragona obliquisigna là một loài bướm đêm trong họ Erebidae.